# Dezh Dokhtar
Dezh Dokhtar, chiamato anche Qal'eh Dokhtar o Ghale Dokhtar (in persiano دژ دختر‎, Il castello della fanciulla), è un castello costruito da Ardashir I, nel 209 d.C. Si trova su un pendio di montagna vicino alla strada Firuzabad-Kavar.

## Il castello
Il nome del castello implica che fosse dedicato alla dea Anahita, a cui si riferisce il termine "Fanciulla". Dopo la cattura di Isfahan e Kerman dei Parti, Ardashir (ri)costruì la città di Gur vicino al castello di Pirouzabad, facendone la sua capitale. Dopo aver sconfitto Artabano IV, re dei Parti in una grande battaglia nel 224 d.C., costruì il Palazzo di Ardashir vicino alla struttura di Dezh Dokhtar. Il nonno di Ardashir era un prete prominente della dea Anahita nel vicino tempio di Darabgird, nella "Città di Dario".

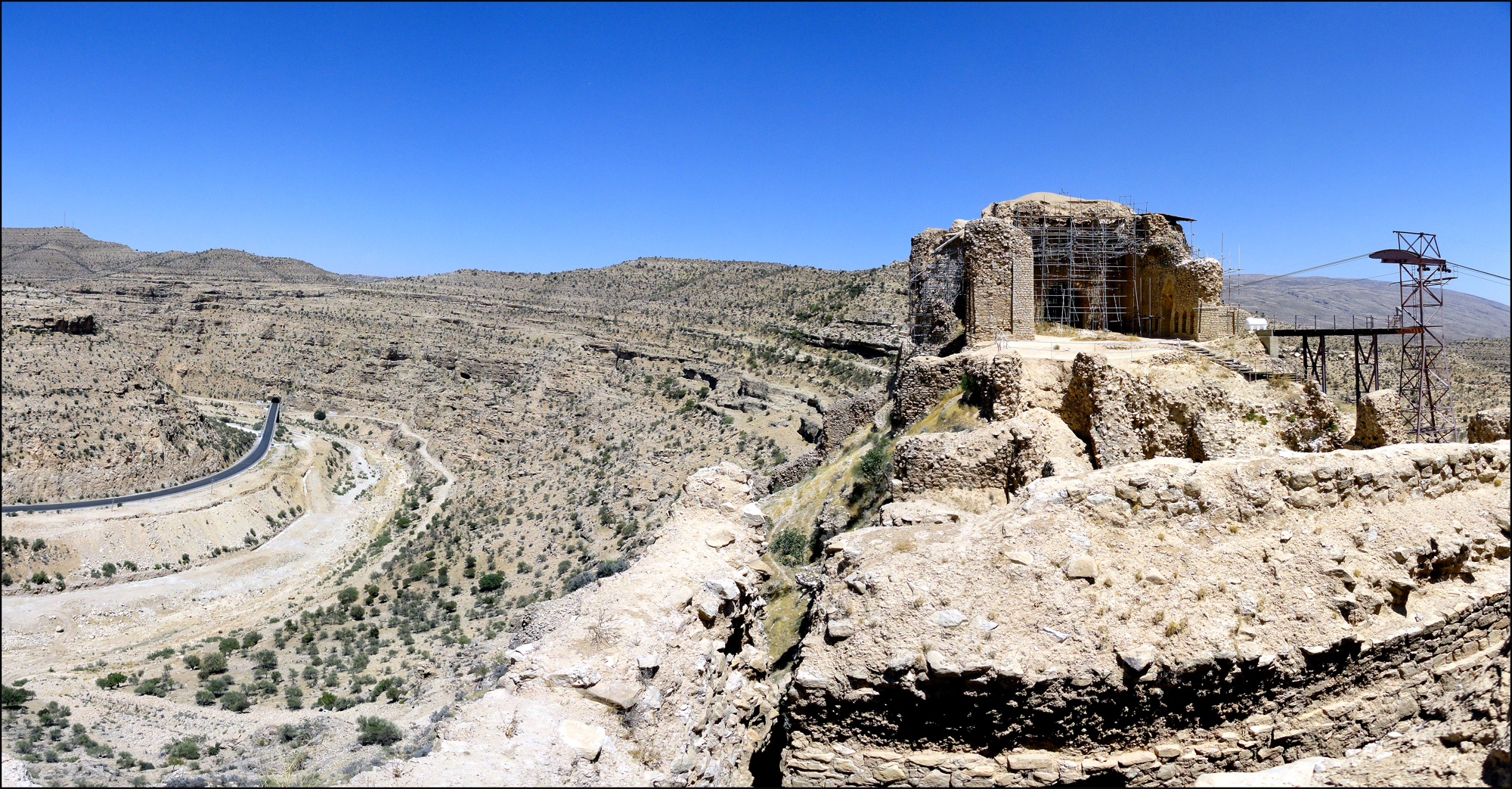
Il castello

Il castello è costruito su un promontorio che domina il fiume e la strada che corre a sud di Fars. L'ingresso al castello avviene attraverso un'alta porta all'interno di una grande torre rettangolare. All'interno, un'ampia scalinata conduce a una sala rettangolare, con nicchie cieche su entrambi i lati e due grandi contrafforti all'estremità orientale. Queste scale sostenute salgono al livello successivo, con un'altra grande stanza rettangolare, 14 x 23 m, con un iwan all'estremità orientale e finestre ad arco cieche su entrambi i lati.
(Robert Byron)

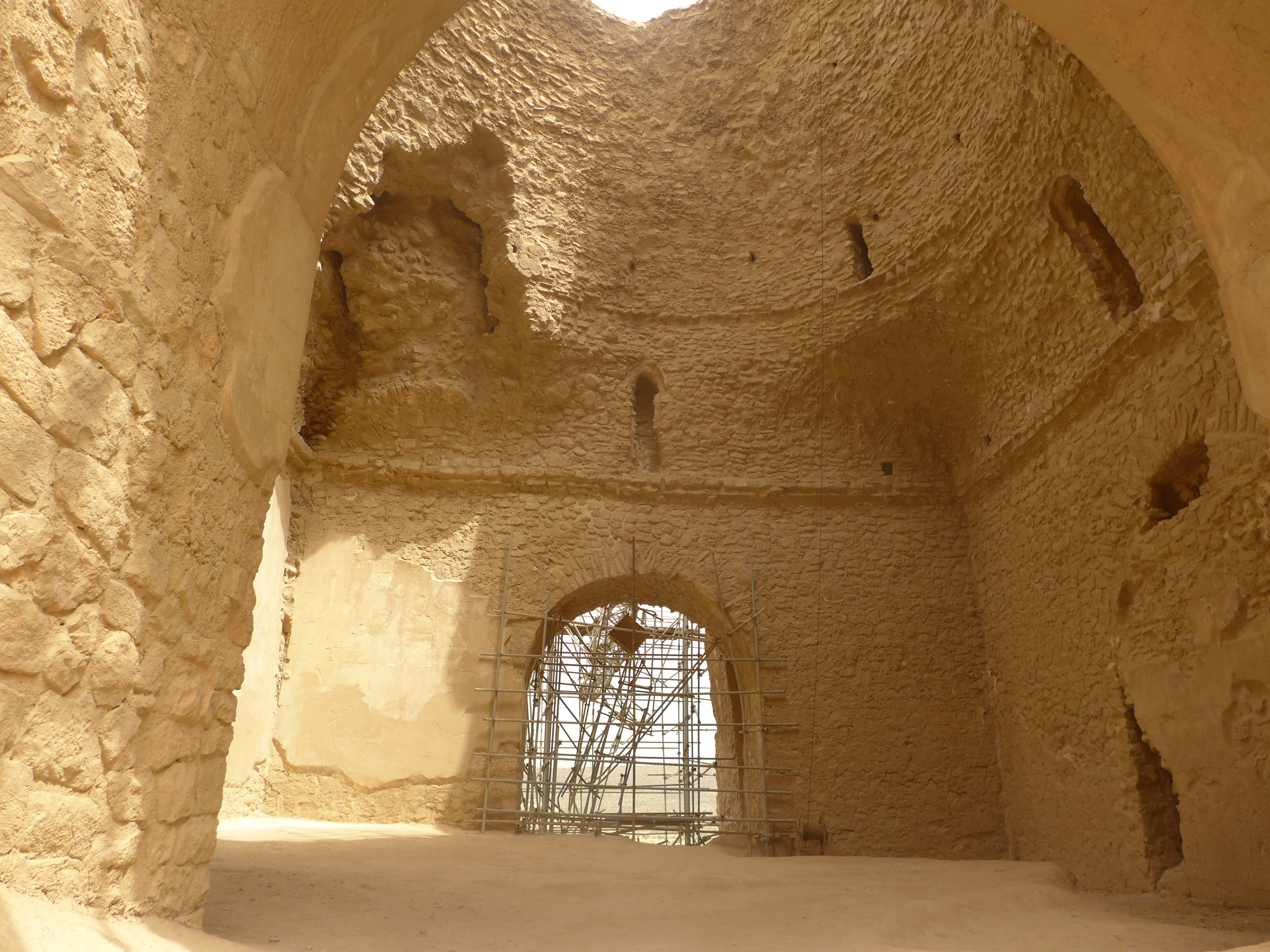

Presumibilmente era coperto da una volta ad arco. Oltre a questo ci sono dei gradini per un terzo livello e una grande sala rettangolare con ¼ di pennacchio circolare ad ogni angolo che supporta un tetto a cupola. Questo era sostenuto da muri molto spessi su tutti i lati, presumibilmente per garantire la sua stabilità, e la cupola poteva essere raggiunta da una scala a chiocciola sul lato sud.
Il palazzo fortificato contiene molte delle caratteristiche ricorrenti del palazzo sasanide e dell'architettura civile: lunghi corridoi, archi, cupole, finestre incassate e scalinate. La costruzione è uniforme in pietra e malta di forma irregolare, ma le superfici erano ovviamente tutte rifinite con uno spesso rivestimento di intonaco o stucco, dando un aspetto liscio ed elegante, che avrebbe potuto essere decorato con ornamenti o dipinti.
Il castello di 1800 anni ha perso circa quattro metri della sua altezza originale nel secolo scorso e gli esperti avvertono che se non verranno adottate misure urgenti per rinforzarlo, il castello potrebbe presto crollare.

## La descrizione di Byron

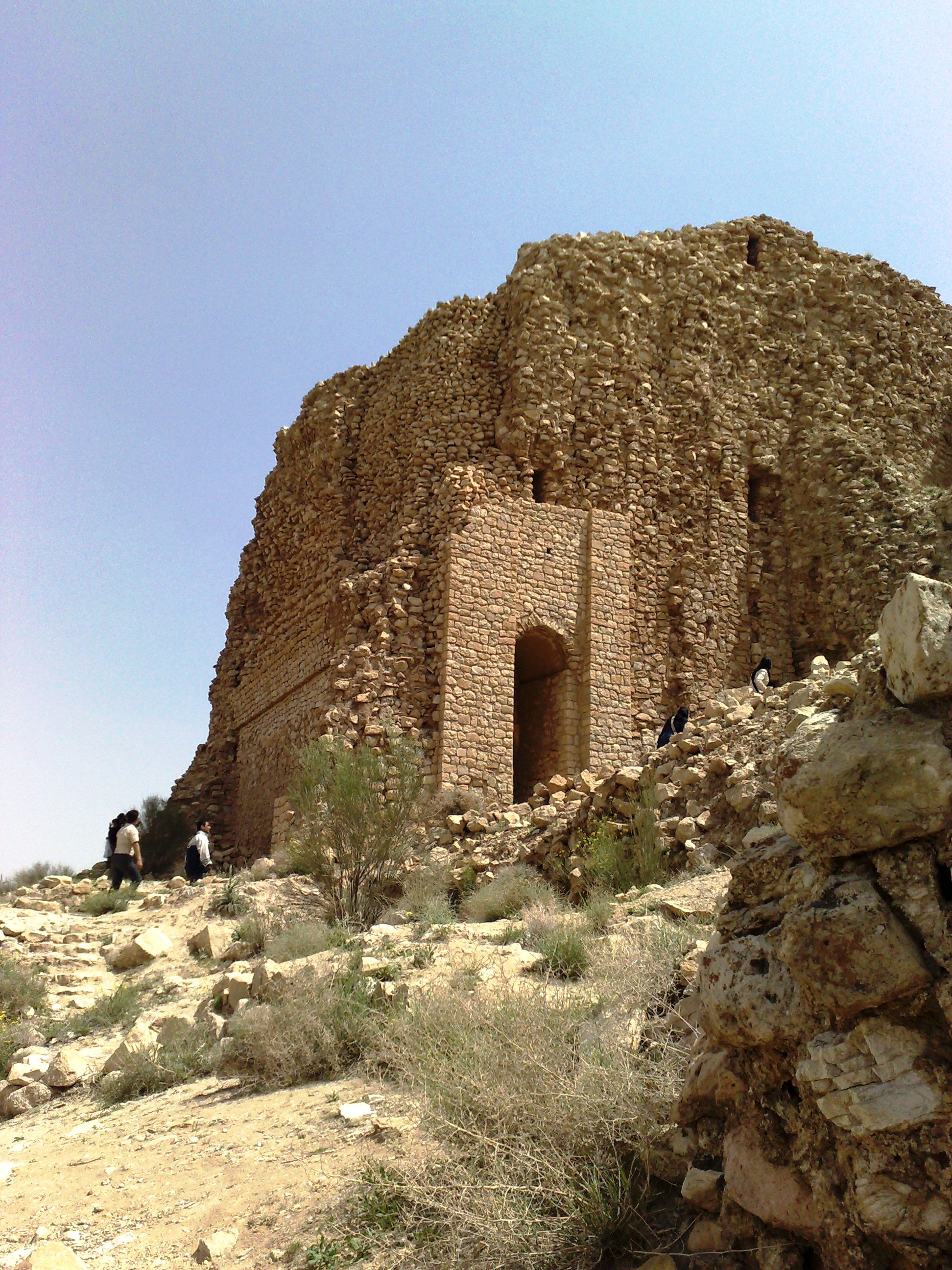

Nel 1934 lo scrittore Robert Byron giunse in questa zona visitando il castello. Di esso ne lasciò un’ampia descrizione architettonica, mostrando quanto sia importante la sua struttura: